# Tiebas-Muruarte de Reta
Tiebas-Muruarte de Reta (en basque est Tiebas-Muru Artederreta) est une municipalité de la communauté forale de Navarre, dans le Nord de l'Espagne.
Elle est située dans la zone linguistique mixte de la province, à 14 km de sa capitale, Pampelune. C'est aussi le nom du chef-lieu de la municipalité.
Le secrétaire de mairie est aussi celui de Biurrun-Olcoz[réf. nécessaire].

## Géographie
Elle est enclavée dans la vallée d'Elorz, séparée de ce celle-ci par le massif d'Alaiz.

## Démographie
| 1897 | 1900 | 1910 | 1920 | 1930 | 1940 | 1950 | 1960 | 1970 | 1981 | 1991 |
| ---- | ---- | ---- | ---- | ---- | ---- | ---- | ---- | ---- | ---- | ---- |
| 384  | 373  | 398  | 408  | 368  | 335  | 538  | 673  | 727  | 625  | 590  |

| 1996                                                                    | 1998 | 1999 | 2000 | 2001 | 2002 | 2003 | 2004 | 2005 | 2006 | 2007 |
| ----------------------------------------------------------------------- | ---- | ---- | ---- | ---- | ---- | ---- | ---- | ---- | ---- | ---- |
| 594                                                                     | 582  | 576  | 574  | 578  | 576  | 564  | 545  | 501  | 559  | 588  |
| Sources: Tiebas-Muruarte de Reta et instituto de estadística de navarra |      |      |      |      |      |      |      |      |      |      |

### Sources
- (es) Cet article est partiellement ou en totalité issu de l’article de Wikipédia en espagnol intitulé « Tiebas-Muruarte de Reta » (voir la liste des auteurs).